# نهر مارتن
نهر مارتن هو جدول في شبه جزيرة كيناي في جنوب ولاية ألاسكا. يتدفق غربا من نهر مارتن الجليدي إلى نهر Copper River.